# Luciano Negrini
Luciano Negrini (Venecia, 22 de junio de 1920-Lecco, 12 de diciembre de 2012) fue un deportista italiano que compitió en remo como timonel.
Participó en los Juegos Olímpicos de Berlín 1936, obteniendo una medalla de plata en la prueba de dos con timonel. Ganó una medalla de oro en el Campeonato Europeo de Remo de 1935.

## Palmarés internacional
| Juegos Olímpicos   | Juegos Olímpicos  | Juegos Olímpicos | Juegos Olímpicos |
| Año                | Lugar             | Medalla          | Prueba           |
| ------------------ | ----------------- | ---------------- | ---------------- |
| 1936               | Berlín (Alemania) | Medalla de plata | Dos con timonel  |
| Campeonato Europeo |                   |                  |                  |
| Año                | Lugar             | Medalla          | Prueba           |
| 1935               | Berlín (Alemania) | Medalla de oro   | Dos con timonel  |